# 日本風情畫
《日本風情畫》（日語：日本ビデオトピック，舊稱Japan Screen Topics）是日本外務省製作的紀錄片（1990年代至約2006年曾由日本放送協會轄下NHK國際電視廣播代為製作），製作目的是希望讓外國人更直接、更深刻、更全面地了解日本。主要以日語（備有英語、法語、西班牙語、韓語、普通話（簡體）與阿拉伯語版本）播出，一般每月發放一次，每次有四套獨立主題的短片，長度共約十五分鐘；節目內容主要以介紹日本文化、風土人情、工業發展，以及前一個月在日本舉行的活動，涉足日本社會各層面。
《日本風情畫》由各日本駐外使領館提供給各國媒體免費使用，觀眾更可在網站在線收看。

## 歷年開場
- 1975-1987：畫面上有日本地圖，左上角中國東北及朝鮮半島位置以潦草逐漸寫出節目名稱「Japan Screen Topics」，右下角附有集數編號（例如：86-3代表是1986年製作的第3集）。
- 1988-2001：首先進入世界地圖，放大至日本後從日俄兩國存有領土爭議的北方四島開始移至四國，旋轉至關東地區後地圖縮放，節目名稱「Japan Screen Topics」從東海道向左上角位置飛出，右下角亦附有集數編號；而在外務省官方頻道版本，集數以其水印取代。在1989年中期，節目名稱改為「Japan Video Topics」，而字體樣式有所改變；與此同時，亦在開首加入外務省版權宣告頁。
- 2001-2011：與1990年代版本相若，但版權宣告頁、由世界地圖至關東地區部分動畫被刪去；而在約2004年，集數編號字體則略有改變。
- 2011至今：首先播出多段與日本文化、工業與名勝相關短片，然後附有節目名稱、以富士山為背景的開場畫面分三段垂下。

## 其他版本
香港無綫電視於1980年至2007年期間曾播放該節目，並配以粵語（旁白由無綫電視後期製作）、普通話及重配英語版本，分別在翡翠台及明珠台播放，在TVB8、TVB星河頻道及收費台也有重播。節目沒有固定播放時間，通常安排在兩個常規節目之間的時間播放，受到日本愛好者的喜愛。無綫電視於2009年開始重新播出該節目。
2018年時無綫電視也在無綫財經·資訊台以《日本搜畫》（旁白由配音員袁淑珍負責）的譯名，安排在兩個常規節目之間的時間播放。

## 外部連結
- 官方网站（日本外務省設立之網站）
- YouTube上的日本風情畫頻道（新集數節目）
- YouTube上的日本風情畫頻道（早期節目存檔）